# Bertil Skogsberg
Bertil Skogsberg, född 16 februari 1932 i Valdemarsvik, död 17 december 2020 i Linköping, var en svensk militär, flygare och författare.

## Biografi
Skogsberg sökte vid 17 års ålder till Kungliga Flottan där han blev stamanställd korpral, men i december 1951 övergav han flottan för Flygvapnet. I januari 1952 ryckte han in på Krigsflygskolan (F 5) i Ljungbyhed för att utbilda sig till fältflygare. Som jaktflygare på Södertörns flygflottilj (F 18) flög han Vampire, och Hawker Hunter, den senare även på Svea flygflottilj (F 8). Efter en tid på Hälsinge flygflottilj (F 15) med flygtjänst på A 29 Tunnan var han tillbaka på F 18 och flög då J 35 Draken. År 1965 övergick flygtjänsten till transportdivisionens på Svea flygkår (F 8) där han flög Tp 52, Tp 79, Tp 82, och TP 85. År 1973 följde han med vid ombaseringen av transportdivisionen till Östgöta flygflottilj (F 3), där han fortsatte flyga fram till pension. 
Som författare var han verksam inom flyg- och filmrelaterade ämnen, då ofta tillsammans med Gösta Norrbohm. Han är äldre bror till filmregissören Ingvar Skogsberg.